# Чижмин, Евгений Валентинович
Евгений Валентинович Чижмин (род. 29 октября 1964, Москва) — советский и российский хоккеист, нападающий. Мастер спорта СССР. Функционер, тренер.

## Биография
Воспитанник московских «Крыльев Советов», тренер Александр Зарубин. В чемпионате СССР играл за «Крылья Советов» (1980/81 — 1986/87), «Спартак» Москва (1987/88, 1988/89), в первой лиге за «Локомотив» Москва (1981/82), «Буран» Воронеж (1987/88), «Кристалл» Саратов (1989/90), «Кристалл» Электросталь (1990/91), во второй лиге за «Трактор» Липецк (1988/89), «Вятич» Рязань (1991/92).
Выступал за шведские клубы «Рома» (1992/93 — 1993/94), «Висбю» (1994/95), «Худиксвалль» (1995/96), «Мальмбергет» (1997/98), венгерский «Ференцварош» (1996/97). В России играл за «Вятич» Тверь (1995/96), «Спартак-2» Москва (1997/98), «Рубин» Тюмень (1998/99 — 1999/2000), «Крылья Советов» (1999/2000). Выступал за любительские клубы «Экспостроймаш» Москва (2001—2002), «Витязь» Подольск (2002—2006).
Бронзовый призёр чемпионате Европы среди юниорских команд 1982 года. Победитель чемпионата мира среди молодёжных команд 1984 года.
Работал в Федерации хоккея России, в том числе заместителем начальника управления по развитию хоккея.
Тренер и заместитель директора по спортивной подготовке в спортивной школе «Созвездие» (Москва).